# Ризенкампф, Николай Александрович
Николай Александрович Ризенкампф (нем. Nikolai von Riesenkampff; 24 августа (5 сентября) 1832 — 8 (21) мая 1904) — генерал-лейтенант русской императорской армии, участник Кавказской войны, начальник 5-й кавалерийской дивизии.

## Биография

### Служба
Родился 24 августа (5 сентября) 1832 года в семье подполковника Александра Евстафьевича Ризенкампфа (1802—?), брата Егора Евстафьевича Ризенкампфа.
Получив образование в Павловском кадетской корпусе 17 июня 1854 года был выпущен с чином прапорщика в армейскую кавалерию. Служил на Кавказе, где принял участие в кампаниях 1854, 1859, 1862—1864 годов, произведён в подпоручики (26 августа 1858 года) и за боевое отличие — в поручики (3 марта 1860 года), 6 ноября 1862 года переведён с чином штабс-ротмистра в лейб-гвардии Гусарский полк.
Произведённый 19 апреля 1864 года в ротмистры, состоял для особых поручений при Главнокомандующем Кавказской армией великом князе Михаиле Николаевиче, а 20 апреля 1869 года произведён в полковники и переведён в 15-й драгунский Тверской полк. С 22 января 1874 года по 23 сентября 1880 года командир 14-го драгунского Малороссийского полка, затем с производством в генерал-майоры назначен командиром 2-й бригады 1-й Кавказской казачьей дивизии, которой командовал почти 11 лет.
10 июля 1891 года Ризенкампф был назначен командующим 5-й кавалерийской дивизией и в том же году (30 августа) произведён в генерал-лейтенанты с утверждением в должности начальника дивизии.

### Суд
В 1892 году между генерал-лейтенантом Ризенкампфом и его непосредственным начальником, командиром 5-го армейского корпуса генералом от артиллерии и генерал-адъютантом А. П. Свистуновым, произошло резкое столкновение, в ходе которого Ризенкампф нанёс Свистунову оскорбление на словах и действием. Результатом было прекращение службы обоих генералов. Ризенкампф 7 ноября был отчислен от должности с оставлением по армейской кавалерии в связи с преданием его суду по статьям 97, ч. 2 и 98, ч. 2 Воинского устава о наказаниях, а 23 ноября по конфирмации императором Александром III вынесенного приговора исключён из службы без лишения чинов. Неделю спустя, 30 ноября 1892 года, А. П. Свистунов был уволен от службы «по домашним обстоятельствам», что для лица в звании генерал-адъютанта являлось исключительной мерой.

### Последние годы жизни
Российский дипломат Ю. Я. Соловьёв так описывал последние годы жизни Ризенкампфа:

Турецкий посланник Рифаат-бей, впоследствии паша, посол в Париже и министр иностранных дел, был тоже женат на русской. Мария Николаевна Рифаат, очень умная женщина, деятельно помогавшая своему мужу в его дипломатической карьере, была дочерью русского дивизионного генерала фон Ризенкампфа, разжалованного в солдаты за столкновение со своим корпусным командиром Свистуновым. После помилования Ризенкампф жил в Афинах у своей дочери, но никогда никому не показывался. После всех потрясений он почти впал в детство

Умер в Афинах 8 (21) мая 1904 года на 72-м году жизни и был похоронен на русском кладбище в Пирее (могила сохранилась до настоящего времени).

## Награды
За свою службу был награждён многими орденами, в их числе:
- Орден Святого Станислава 3-й степени (1861 год)
- Орден Святой Анны 3-й степени с мечами и бантом (1863 год)
- Орден Святого Станислава 2-й степени с мечами (1864 год)
- Орден Святой Анны 2-й степени (1866 год; Императорская корона к этому ордену пожалована в 1869 году)
- Орден Святого Владимира 4-й степени (1878 год)
- Орден Святого Владимира 3-й степени (1884 год)
- Орден Святого Станислава 1-й степени (1887 год)
- Орден Святой Анны 1-й степени (30 августа 1890 года)

## Семья
Его дети: Георгий, Александр, Иоганн, Мария.